# Hitch (ruta de fútbol americano)

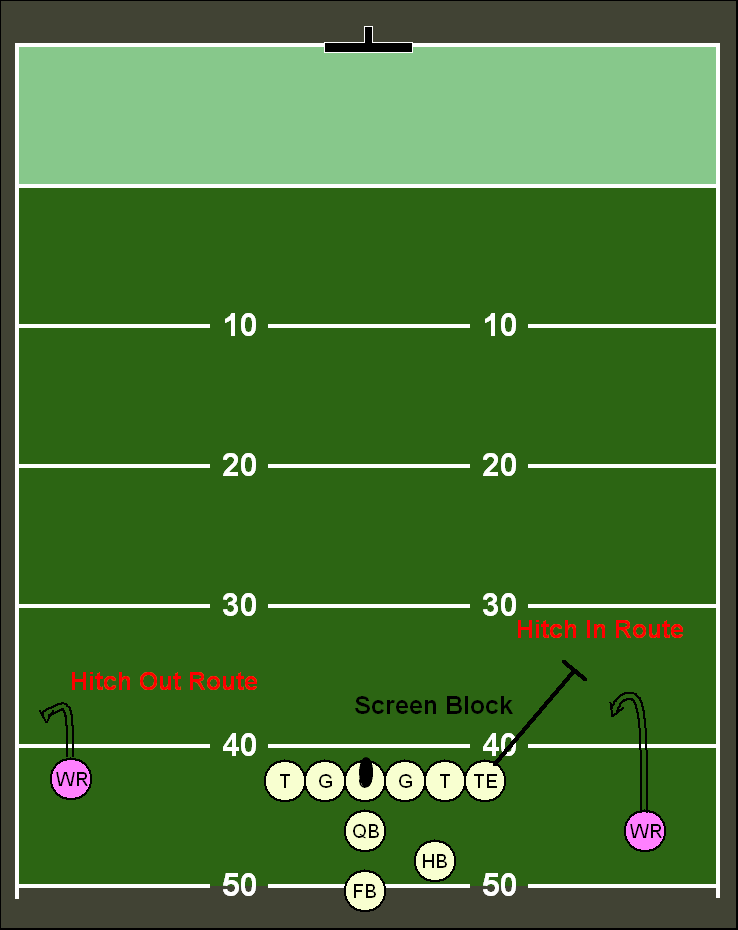
Esquema de una "ruta hitch".

Una ruta hitch en el fútbol americano es un patrón seguido por un receptor, donde el mismo fingirá que va a correr una ruta profunda, tomando posiblemente uno o dos pasos antes de detenerse de manera abrupta y buscar un pase rápido, antes de que el jugador defensivo tenga oportunidad de reaccionar para tratar de desviar el pase. 
Esta ruta también puede ser usada en lo que se conoce como pantalla, donde mientras el receptor está atrapando el balón, uno o más linieros, tight ends, o running backs correrán en dirección del receptor para bloquear a los jugadores defensivos que pudieran estar en persecución del receptor y darle espacio para correr después de atrapar el balón.